# Зімбру (стадіон)
Зімбру — футбольний стадіон у Кишиневі, Молдова. Вміщує 10 500 глядачів. Побудова стадіону тривала з березня 2004 року по травень 2006 року і загальна ціна побудови склала 11 млн. $. Офіційно будівля була відкрита 20 травня 2006.

## Про стадіон
У цей час стадіон має в своєму розпорядженні футбольне поле стандартних розмірів з газоном із натуральної трави, обладнаним системами штучного підігріву та автоматичного поливу. Газон оточений двоярусними трибунами місткістю в 10.500 місць. Самі глядацькі крісла зроблені зі спеціального матеріалу, що витримує зміну температури і нагрівання прямими сонячними променями.
Крім того, трибуни укриті від негоди міцним козирком. Каркас козирка — металевий, проте його покриття зроблено з полікарбонату, речовини, що частково пропускає сонячні промені. Таким чином, уникається затінення футбольного поля, що могло б негативно позначитися на стані його трав'яного покриття.
Зважаючи на те, що навколо стадіону розташований житловий масив, стадіон забезпечений системою звукоізоляції. Що стосується покриття самих трибун, вона виготовлена з надміцного поліуретану. Двері і вікна — з металопласту. Підтрибунні приміщення оброблені не менш довговічними сучасними матеріалами.
Стадіон обладнаний запасним виходом з боку вул. Беребіста, що забезпечує у разі необхідності швидку евакуацію людей у дні великих змагань.
Стадіон також обладнаний електронним табло кольоровим і системою штучного освітлення потужністю в 1600 люксів. Зараз домашня арена «Зімбру» відповідає всім нормам УЄФА і ФІФА, що дозволяє проводити на ній матчі єврокубкових турнірів та національних збірних.

### Сектори стадіону
Головна арена клубу складається з 41 сектора, у тому числі 1 сектор VIP. 1-й сектор арени, розташований на трибуні «А», повністю призначений для інвалідів та супроводжуючих осіб. Крім того, 15-й сектор, на прохання уболівальників, виділений виключно для людей, що не палять і тому рекомендований для дітей та дорослих, що приходять на матчі з дітьми.
У межах трибуни «С» розташовуються підтрибунні приміщення: роздягальні для двох команд, масажні, суддівська, кімната для делегатів матчу, два кафетерії, різні службові приміщення.
Відповідно до вимог ФІФА та УЄФА, для гравців побудована підземна галерея з метою виключення перетинів з глядачами матчу, а для VIP персон — надземна галерея для проходу на VIP балкон.

## Загальна характеристика
- Перший матч ФК «Зімбру» Кишинів — ФК «Крила Совєтов» Самара, 20 травня 2006
- Трав'яний покрив натуральний
- Гостьовий сектор 303 місця
- VIP ложі 4 VIP ложі
- Кількість ТБ позицій до 10
- Коментаторські позиції 5
- Ложа преси 44 місця
- Освітлення 1600 люксів
- Відеотабло 1 шт., кольорове
- Кількість кас 5
- Камери спостереження 36